# Licantropo

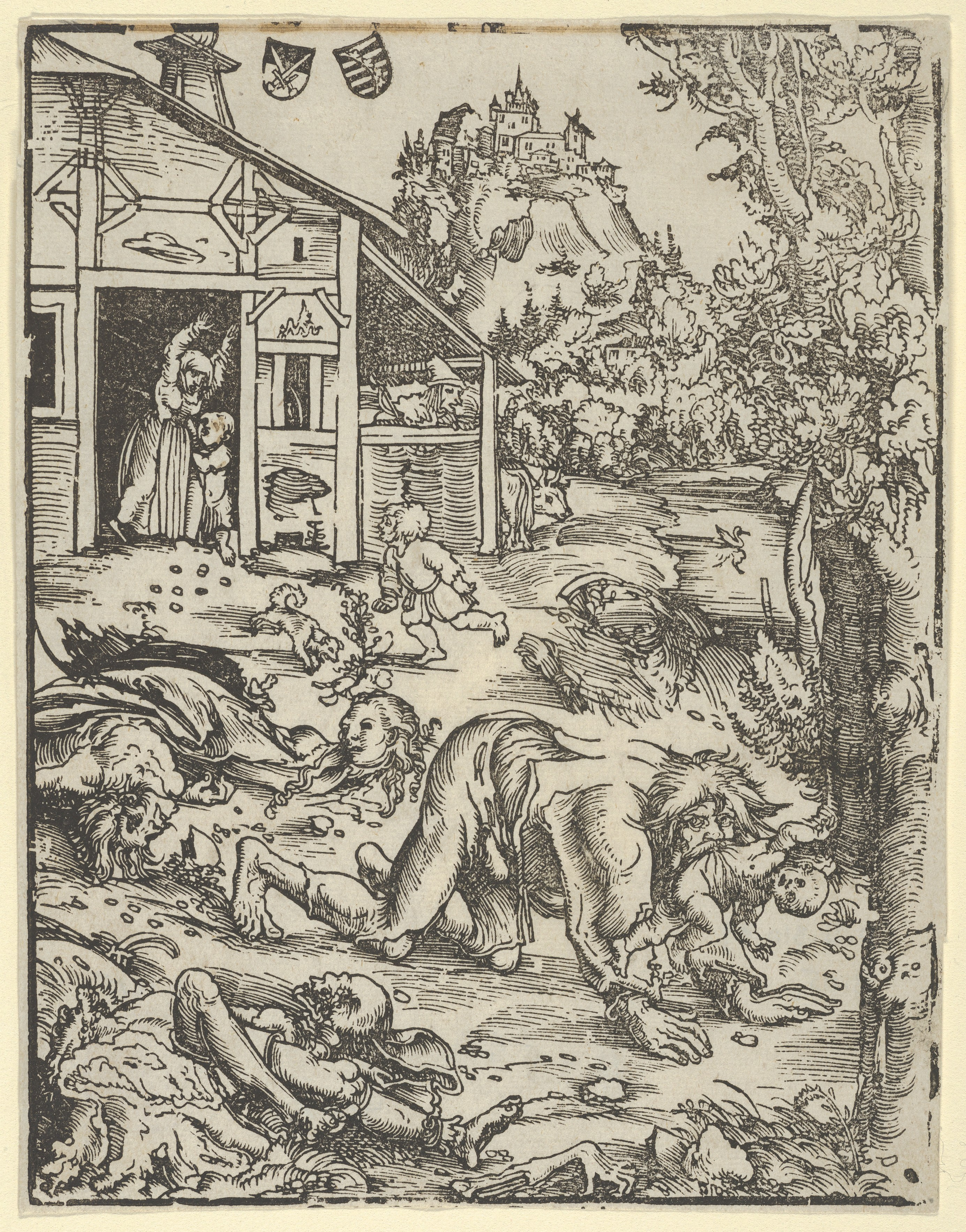
Lupo mannaro di Lucas Cranach il vecchio, 1512 circa, incisione, Gotha, Herzogliches Museum.

Il licantropo, (dal greco λúkος, lýkos «lupo» 
e ἄνθρωπος ánthropos «umano» quindi letteralmente: «lupo-umano») detto anche lupo mannaro o uomo lupo, è una creatura leggendaria della mitologia e del folclore poi divenuta tipica della letteratura e del cinema dell'orrore.
Secondo la leggenda sarebbe un essere umano condannato da una maledizione (o già dalla nascita) a trasformarsi in una bestia feroce a ogni plenilunio, sebbene ci siano casi in cui la trasformazione è volontaria.
La forma di cui si racconta più spesso è quella del lupo, ma in determinate culture prevalgono l'orso, la volpe (Kitsune), il bue (Erchitu) o il gatto selvatico (si veda in seguito). Nella narrativa, e nella cinematografia dell'orrore, sono stati aggiunti altri elementi che invece mancavano nella tradizione popolare, quali il fatto che lo si possa uccidere solo con un'arma d'argento, oppure che il licantropo trasmetta la propria condizione ad un altro essere umano dopo averlo morso. Alcuni credevano che uccidendo il lupo prima della prima trasformazione la maledizione venisse infranta.
Nella letteratura medica, con il termine licantropia clinica è stata descritta una rara sindrome psichiatrica che avrebbe colpito le persone, facendo sì che assumessero atteggiamenti da lupo durante particolari condizioni (come le notti di luna piena). In modo analogo un licantropo era semplicemente una persona affetta da questo disturbo ed è con questo unico significato che la voce è riportata su alcuni importanti dizionari della lingua italiana. In tempi recenti, l'esistenza di tale disturbo è stata considerata rarissima.

## Etimologia
"Licantropo" viene dal greco λύκος lýkos, "lupo" e ἄνθρωπος ánthropos, "uomo".
"Lupo mannaro" deriva dal latino volgare lupus hominarium, cioè "lupo umano" o "lupo mangiatore di uomini" oppure dal latino lupī hominēs, sviluppatosi in area meridionale come calco del greco λυκάνθρωποι lykanthrōpoi – cfr. pugliese centrale lëpòmënë e calabrese settentrionale lëpuòmmënë – a cui si sarebbe aggiunto un suffisso -rë, come nell'abruzzese lopemënarë.

## Storia e diffusione del mito

### Origini
Il lupo è stato un animale soggetto ad un radicale processo di demonizzazione e successiva rivalutazione, dimostrando la sua intima connessione all'immaginario umano. Il lupo è un simbolo ambivalente: amato per gli stessi pregi che hanno fatto del suo discendente (il cane) l'animale domestico per eccellenza; invocato nei riti sciamanici come guida sul terreno di caccia, ammirato per la forza e l'astuzia, addomesticato per diventare un alleato, ma poi cacciato per impedirgli di predare le greggi e infine addirittura demonizzato durante il Medioevo.
Il modo di considerare il lupo muta, in maniera piuttosto brusca e radicale, col passaggio dell'uomo dal nomadismo, basato sulla caccia, alla cultura stanziale ed agricola. Il cacciatore ha bisogno della forza dell'animale totemico e del predatore, che lo può portare a scovare e a uccidere la preda, e il lupo è il predatore per eccellenza. Per i cacciatori nomadi delle steppe dell'Asia centrale era rappresentativo della tribù e suo protettore. Il pastore e l'allevatore, invece, hanno un rapporto radicalmente diverso con esso: il lupo diviene minaccia per le greggi ma, contemporaneamente, i suoi cuccioli, debitamente addestrati, possono divenire preziosi alleati contro i loro stessi simili.
Il mito di un essere umano che si trasforma in lupo o viceversa è antico e presente in molte culture. I miti che riguardano la figura del lupo hanno origine, con buona probabilità, nella prima età del bronzo, quando le migrazioni delle tribù nomadi indoarie le portarono in contatto con le popolazioni stanziali europee. Il substrato di religioni e miti "lunari" e femminili degli antichi europei si innestò nel complesso delle religioni "solari" e maschili dei nuovi arrivati, dando vita ai miti delle origini, in cui spesso il lupo è protagonista. La sovrapposizione tra i culti solari della caccia e quelli lunari della fertilità si riscontra nei miti che vedono il lupo come animale propiziatore della fecondazione. In Anatolia, fino ad epoca contemporanea, le donne sterili invocavano il lupo per avere figli. In Kamčatka, i contadini, nelle feste ottobrali, realizzavano con il fieno il simulacro di un lupo a cui recavano voti, perché le ragazze in età da marito si sposassero entro l'anno. Questo intimo legame, nel bene e nel male, tra l'uomo e i canidi ha fatto sì che tra tutti i mannari proprio quelli di stirpe lupina siano tra le specie con le origini documentabili più antiche.
Le leggende riguardo agli uomini-lupo si moltiplicano in tutta Europa dall'Alto Medioevo in poi. Il corpus mitologico che ne scaturisce si manterrà sostanzialmente in costante espansione fino al XVIII secolo, con punte di massima crescita tra il XIV e il XVII secolo, in coincidenza delle più grandi cacce alle streghe dell'Inquisizione. Dal Settecento in poi si tenderà a sconfessare apertamente la possibilità che un essere umano si muti fisicamente in un lupo, e la licantropia rimarrà contemplata solamente dalla psichiatria come affezione patologica che porta il malato già "lunatico" a credersi bestia a tutti gli effetti. Nel folclore locale manterrà, invece, solide radici.

### Antico Egitto
Nell'Antico Egitto era presente una divinità teriomorfica con caratteristiche sia umane sia canine: il dio Anubi. Questa divinità veniva raffigurato come uno sciacallo, il più delle volte accucciato ma, quando deve presiedere ai riti del trapasso, assume la forma di un uomo con la testa di sciacallo. Le sue raffigurazioni, sebbene compaiano già all'inizio della storia egizia, si fanno più frequenti a partire dal Medio Regno (2134-1991 a.C.), quando si diffondono maggiormente le tombe ipogee riccamente decorate. È da specificare che in questo caso non si può parlare di mannarismo vero e proprio perché manca l'aspetto della trasformazione, volontaria o involontaria; semplicemente, le due forme del dio convivono nell'immaginario egizio. La convivenza contemporanea di due o più forme per le divinità è caratteristica della religione egizia.

### Antica Grecia

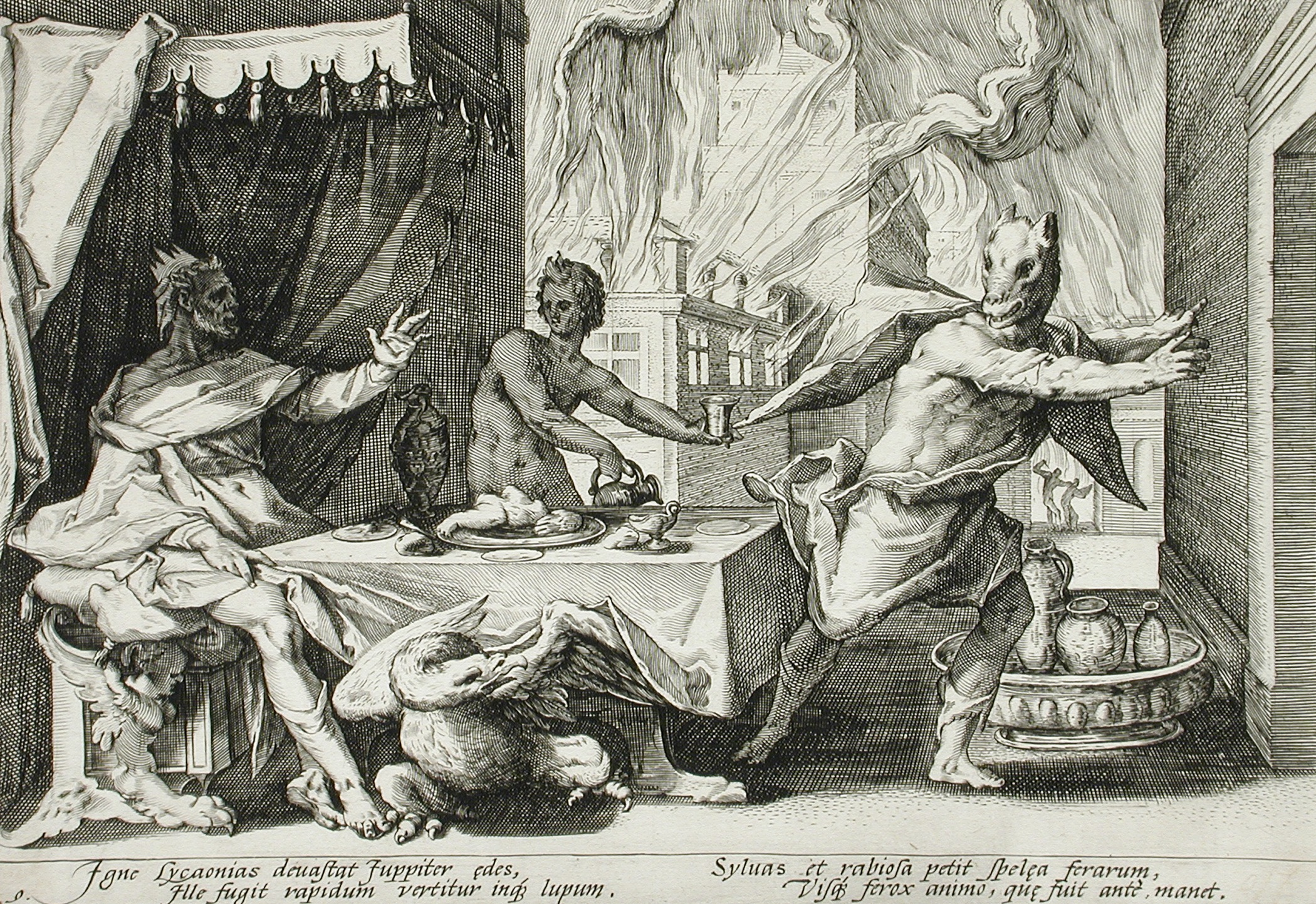
Licaone punito da Zeus, incisione di Hendrick Goltzius

Nell'Antica Grecia compaiono altre raffigurazioni, rispettivamente Zeus, Febo e Licaone.
Zeus è un appassionato mutaforma e più volte si serve della sua facoltà per sedurre donne mortali eludendo la sorveglianza di Era. Nel suo repertorio di trasformazioni (che, in effetti, si può ritenere illimitato, essendo egli un dio), vi è anche quella in lupo. Proprio in questa forma, e col nome di Liceo era adorato in Argo. In questa città, e sotto forma di lupo, Zeus era comparso a causa del malcontento popolare nei confronti del re Gelanore e per appoggiare l'eroe Danao, che al re fu sostituito.
Febo, insieme a sua sorella Artemide, viene partorito da Latona, trasformata in lupa. Inoltre, tra le facoltà attribuite al dio Febo-Apollo vi è quella di mutare forma; una delle sue trasformazioni è appunto in lupo. A Febo Lykos viene anche dedicato un boschetto nei pressi del suo tempio ad Atene, nel quale soleva tener lezione ai suoi discepoli Aristotele (il Liceo di Aristotele, da cui prende il nome l'ordine scolastico, detto, appunto, liceo). Il lupo diviene quindi animale della sapienza. L'interpretazione non è comunque univoca; secondo altre fonti il nome deriverebbe da (Apóllōn) lýkeios, quindi "uccisore del lupo".
Il mito di Licaone documenta, nelle sue varie versioni, il passaggio del lupo da creatura degna di venerazione a essere da temere. Nella versione originaria, Licaone, re dei Pelasgi, fonda sul monte Liceo la città di Licosura, la prima città di questo popolo. Nelle versioni successive Licaone diviene un feroce re dell'Arcadia. Un giorno dette ospitalità a un mendicante ma, per burlarsi di lui, lo sfamò con le carni d'uno schiavo ucciso (secondo altre versioni, la portata principale era uno dei suoi stessi figli). Il mendicante, che era in realtà Zeus travestito, si indignò per il gesto sacrilego, e dopo aver fulminato i suoi numerosi figli lo trasformò in lupo, costringendolo a vagare per i boschi in forma di bestia. L'economia nella zona dell'Arcadia in cui ha origine la seconda versione del mito è molto più legata all'allevamento di quanto non fossero Atene o Argo. Si riflette quindi, in questa visione del predatore, l'atteggiamento di diffidenza che poteva assumere una società pastorale; il lupo viene visto, qui, come negativo, essere trasformati in esso è una punizione, non più una qualità divina.
Il "lupo cattivo" stesso, nemesi dell'eroe in duemila anni di favole, ha i suoi natali nella Grecia antica. La lupa Mormolice, demone femminile, diviene lo spauracchio dei bambini cattivi, che, secondo le madri greche, fa diventare zoppi.

### Antica Roma
La figura del lupo, in qualche modo antropomorfa, fa la sua comparsa indipendente anche in altre zone europee. Presso le tribù galliche è un carnivoro necrofago, e viene raffigurato seduto come un uomo nell'atto di divorare un morto. Presso gli etruschi è Ajta a incarnare in qualche modo le sembianze del mannaro; il dio etrusco degli inferi ama portare un elmo di pelle di lupo, che lo rende invisibile.
È difficile stabilire quando si abbiano le prime leggende che parlino esplicitamente di licantropi. Di certo, la figura del lupo mannaro compare, ancora in epoca classica, nel I secolo nella narrativa della Roma antica. Ne parla Gaio Petronio Arbitro nel frammento LXII del Satyricon (novella di Nicerote) ed è la prima novella in cui appare questa figura:
Nella cultura romana, il lupo non è visto solo con sospetto, ma anche con ammirazione. È un simbolo di forza, e la sua pelle viene indossata da importanti figure all'interno dell'esercito. I vexillifer, sottufficiali incaricati di portare le insegne di ogni legione, indossavano infatti una pelle di lupo che copriva l'elmo e parte della corazza. Il licantropo veniva chiamato versipellis, in quanto si riteneva che la pelliccia del lupo rimanesse nascosta all'interno del corpo di un uomo, che poi si "rivoltava" assumendo le fattezze bestiali.
Il rapporto tra il lupo e i Romani antichi è positivo, come testimoniato anche da altre tradizioni: a parte la lupa nutrice di Romolo e Remo, il 15 febbraio si svolgeva la cerimonia dei Lupercali, in onore del dio Luperco (identificato dai Greci con il loro Pan), nel corso della quale il sacerdote, vestito da lupo, passava un coltello bagnato di sangue sulla fronte di due adolescenti (questo aspetto della cerimonia era probabilmente derivato da un originario sacrificio umano). Luperco era il protettore delle greggi e il rito era stato ereditato dai Sabini. Essi identificavano sé stessi nel lupo, animale da cui pensavano avessero origine le loro caratteristiche originarie di guerrieri e cacciatori. Il termine "lupo mannaro" ha origine dal basso latino lupus hominarius, il cui significato etimologico è "lupo che si comporta come un uomo".
I Romani colti sembrano piuttosto consapevoli che la licantropia fosse concepita soprattutto come affezione psichiatrica piuttosto che come reale condizione fisica, e in ambito ellenico lo stesso Claudio Galeno nella sua Arte medica dà una descrizione più realistica di questa malattia, prescrivendo anche dei rimedi:
Nel latino medievale, infine, wargus designa il lupo (normale, in questo caso) ma deriva da una parola germanica che indica l'uomo che viene punito per un crimine. Nella società germanica questi veniva allontanato dalla civiltà e dalla protezione che essa offre, divenendo simile all'essere selvatico per eccellenza. "Criminale" è detto dunque wearg in Antico Inglese, warag in Antico Sassone, warc(h), in Antico Alto Tedesco, vargr in Norreno e wargus in Latino medievale (come prestito dal Germanico).

### Nord Europa

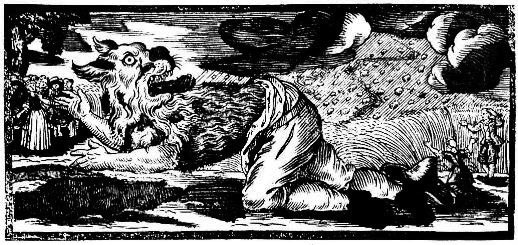
Incisione tedesca in legno raffigurante un licantropo del 1722.

Nelle tradizioni del Nord Europa compaiono figure di guerrieri, uomini e donne, consacrati a Odino, i berserkr, che nella furia della battaglia si diceva si trasformassero in orsi, mentre gli úlfheðnar si tramutassero in lupi.
Fenrir è il prototipo del lupo mannaro scandinavo. È uno dei tre mostruosi figli di Loki, il dio vichingo degli inganni. Fenrir non è un lupo mannaro vero e proprio, perché non può trasformarsi e si presenta sempre in forma di lupo; tuttavia, è grosso al punto di essere deforme, ferocissimo, scaltro e dotato di parola come un uomo, tutte caratteristiche che lo avvicinano fortemente alla stirpe dei mannari. Gli dei vichinghi, man mano che cresce, iniziano a temerlo. Cercano di imprigionarlo, ma la belva è troppo forte e riesce a liberarsi. Per bloccarlo definitivamente devono ricorrere all'inganno e alla magia (altra analogia con molti miti riguardanti licantropi): lo legano con un laccio fabbricato dai nani intrecciando barba di donna, rumore di passi di gatto, radici di un monte, respiro di pesce, tendini d'orso e sputo d'uccello.
Ha forma di lupo anche l'innaturale progenie di una vecchia gigantessa. Due dei suoi figli lupi, Skǫll e Hati, inseguono dall'alba dei tempi il sole e la luna (ed è per questo motivo, secondo il mito, che i due astri si muovono) e finiranno per divorarli nell'ultimo giorno del mondo.
I lupi mannari propriamente detti compaiono anche nell'epica vichinga, in particolare nella saga dei Volsunghi, in almeno due occasioni. Nel canto quinto, a trasformarsi in lupo è la madre di re Sigger, facendo uso delle sue arti magiche. La regina-lupa si diverte, nella leggenda, a infierire sui figli di Volsung, che erano stati fatti prigionieri in battaglia da suo figlio; dei dieci uomini, nove vengono uccisi. Sopravvive Sigmund, aiutato dalla gemella Signi, che è anche moglie di re Sigger. Questa gli unge il volto di miele e la notte il lupo mannaro si ingolosisce, sentendo l'odore, ma gli lecca il volto anziché sbranarlo. Prontamente Sigmund gli afferra la lingua con i denti e la belva se la strappa per liberarsi. Nel tentativo, si procura una ferita che la uccide e, contemporaneamente, spezza i ceppi di Sigmund, liberandolo. Il tema del lupo mannaro ricompare nel canto ottavo; qui Sigmund e il nipote Sinfjotli giungono, attraverso una foresta, a una casa dove dormono due uomini di nobile stirpe. Sopra di loro sono appese delle pelli di lupo, due principi stregati da un incantesimo: devono sempre mostrarsi in forma di lupo, e solo una volta ogni cinque giorni possono riprendere sembianze umane. Sigmund e il nipote, incuriositi dalle pelli, le rubano, facendo ricadere su di loro la maledizione. Assumono sia le sembianze che la natura di lupi, e iniziano a aggredire uomini. In particolare, Sinfjotli si dimostra aggressivo e furbo.
Sigmund e Sinfjotli riescono poi a liberarsi dalla maledizione del lupo mannaro dando fuoco alle pelli.
Il mito del licantropo si ritrova nel nord Europa anche in altre zone, oltre alla Scandinavia. Compaiono nella tradizione dei popoli germanici e delle isole britanniche a fianco, di volta in volta, dell'orso mannaro o del gatto selvatico. La diffusione di queste credenze è testimoniata da Olaus Magnus nella sua Historia de gentibus septentrionalis. Magnus racconta come, nella notte di Natale, si radunino in un certo luogo molti uomini-lupo:
(traduzione dal latino di Remigio Fiorentino, Venezia, 1561)
Il carattere di questi licantropi si differenzia quindi notevolmente dai lupi genuini, che ne escono quasi riabilitati. I mostri descritti da Magnus hanno anche spiccata tendenza all'alcolismo; dopo essere entrati nelle cantine:
Ulfhendhnir è il nome dato in molte regioni settentrionali a questi esseri, e il suo significato è "dalla casacca di lupo".

### Altre culture europee
In Italia il lupo mannaro assume nomi diversi da regione a regione: lupi minari nel forlivese, lupu pampanu o marcalupu in Calabria, Lupunaru in palermitano Palermo Sicilia,  lupenari in Irpinia, lupomine in Puglia, lupu sularu o lunaru in Salento, Malaluna a Porticello, luv ravas nel cuneese, loup ravat nelle valli valdesi. In Lunigiana (Fortezza del Piagnaro a Pontremoli) viene segnalata la figura del lupomanaio, che comunque deve provenire da una zona linguisticamente toscana data la terminazione in -aio e la stessa forma lupo anziché il normale lov.
In Barbagia esiste la leggenda dell'Erchitu, un uomo che può trasformarsi, non in lupo, ma in un grosso bue bianco dalle grandi corna d'acciaio.
Nella Francia centrale e meridionale il lupo mannaro è il loup garou. L'etimologia è incerta; secondo Carlo Battisti e Giovanni Alessio garou deriva dal francone *wari(-wulf), "uomo(-lupo)", mentre secondo altri deriva da loup dont il faut se garer, ovvero "lupo dal quale bisogna guardarsi". Nella Francia settentrionale, in particolare in Bretagna, è il bisclavert.
In Germania e in Gran Bretagna esiste il werwulf o werewolf, la cui origine etimologica è la medesima: wer, dalla stessa radice del latino vir ("uomo") e wulf o wolf ("lupo").
Nell'Europa dell'Est compare una figura ambigua, a metà tra il lupo mannaro e un demone in grado di risucchiare la forza vitale (che, più tardi, si identificherà col vampiro). Il suo nome cambia a seconda della regione, ma l'origine del nome rimane sempre la stessa.
È detto oboroten in Russia, wilkolak in Polonia, vulkolak in Bulgaria, varcolac' (la forma forse più nota), in Romania.

### Oriente e Americhe
In Oriente, si diceva che Gengis Khan fosse discendente del "grande lupo grigio".
Nelle pianure degli Stati Uniti, erano gli indiani Pawnee a ritenersi imparentati con i lupi.
Usavano anche ricoprirsi delle pelli di questi animali per andare a caccia. Un simile comportamento può avere un valore esclusivamente simbolico (la volontà di impadronirsi delle doti del predatore) e non certo mimetico: le potenziali prede degli uomini sono anche, da altrettanto tempo se non di più, prede del lupo, e sono quindi molto ben allenate a distinguerne il manto. Inoltre poco dopo la scoperta delle Americhe i coloni sostenevano che la licantropia fosse una maledizione dei "pelle rossa" dovuta all'"incrocio" di sangue tra coloni e indiani dovuti a matrimoni misti o ad altre motivazioni come gli stupri compiuti meschinamente da coloni nei confronti degli indiani. Ed altri sostenevano fosse la punizione di Dio per aver accettato scambi con gli indiani.
Mentre i nativi americani sostenevano che la licantropia fosse una malattia o maledizione portata dai coloni. Nel Sudamerica, in Argentina e Paraguay esiste la leggenda del Lobizon dove si narra che il settimo figlio maschio di un settimo figlio maschio nascerà uomo-lupo. Nel Suriname è presente la figura dell'Azeman, spirito malvagio femminile con caratteristiche sia del licantropo che del vampiro.

### Epidemie medievali
Dal Basso Medioevo in avanti, il rogo è una soluzione usata a profusione per sbarazzarsi dei sempre più numerosi mutaformi, che paiono moltiplicarsi, specialmente in Francia e Germania.
Il fenomeno arriva a toccare dimensioni gigantesche negli anni successivi alla controriforma, sia nei Paesi cattolici che protestanti. Redigere una contabilità precisa di quanti siano finiti al rogo con l'accusa di mannarismo, da sola o in congiunzione con quella di stregoneria, è molto difficile. Le fonti più prudenti parlano di circa ventimila processi e condanne di licantropi tra il 1300 e il 1600, ma alcuni si sbilanciano fino a suggerire un numero prossimo alle centomila vittime. La storia più famosa è quella di un certo Peter Stubbe, che forse era effettivamente un serial killer. Per secoli si è comunque in presenza di una sorta di isteria collettiva, che è ben testimoniata dagli studi di Jacques Collin de Plancy. De Plancy, studioso francese dell'Ottocento che si dedicò animatamente a studi di spirito volterriano per spazzare la superstizione residua nella gente, raccoglie molte testimonianze dei secoli precedenti nel suo Dictionnaire Infernal, dando un quadro abbastanza preciso di quella che era la situazione in Europa nei secoli citati:
Plancy riferisce anche un episodio italiano, la cui fonte prima dice essere un certo Fincel:
Questa sorta di isteria collettiva porta a episodi terribili e grotteschi insieme. A tal medico Pomponace, sempre secondo Plancy, venne portato un contadino affetto da licantropia; questi gridava ai suoi vicini di fuggire se non volevano essere divorati. Siccome lo sventurato non aveva affatto la forma di lupo, i villici avevano cominciato a scorticarlo per vedere se per caso non avesse il pelo sotto la pelle. Non avendone trovato traccia, lo avevano portato dal medico. Pomponace, con maggior buon senso, stabilì che si trattava di un ipocondriaco.

## Caratteristiche

### Morfologia licantropica
Per lo più, tutte le storie e le leggende sono concordi nell'affermare l'origine diabolica del mostro che viene spesso associato con streghe ed eretici. A parte questo punto in comune, è impossibile tracciare una morfologia univoca del licantropo. Normalmente lo si trova rappresentato in forma di lupo (e non una creatura ibrida tra l'uomo e la bestia, come nei film d'orrore) che può assumere un'ampia gamma di aspetti e dimensioni, dal normale lupo, da cui si distingue solo per l'intelligenza e la ferocia, a una mostruosità grossa come una vacca e deforme, dalla forza spaventosa e dalla ferocia senza pari. Taluni affermano anche che il licantropo è privo di coda, perché le creazioni del diavolo, per quanto ben riuscite, sono necessariamente imperfette. Altri ritengono che sia necessariamente di colore nero. Un possibile tratto distintivo sta nelle sue impronte: in alcune leggende, il lupo mannaro lascia a terra il segno di cinque unghie (i canidi normali lasciano solo quattro tacche. Il pollice si è atrofizzato e non tocca il terreno). Alcuni di questi uomini bestia conservano la possibilità di parlare e ragionare come normali esseri umani, altri la perdono completamente. Anche alla regola secondo cui non vengono mai rappresentati come ibridi ci sono delle eccezioni, sia pure rare e parziali. Infatti, a volte il lupo mannaro sembra poter procedere su due zampe, o conservare una certa prensilità degli arti anteriori, cosa che gli consente, all'occorrenza, di intrufolarsi nelle case scassinando le porte chiuse. Altro tratto distintivo è l'immenso gusto del licantropo per la carne fresca.
Il demonologo francese Pierre Delancre (Bordeaux 1565 (?) – Parigi 1630), lo descrive così:
Diventa imperativo, per la possibile vittima medievale, cercare di capire anche come si presenta il mannaro in forma umana, per individuarlo e guardarsene. Il compito non è facile, perché esistono quasi tanti segni indicatori quante sono le versioni della bestia. Bisogna guardarsi da chi ha sopracciglia troppo folte e unite al centro, oppure il volto ferino, i canini troppo affilati, pelo sia sul dorso che sul palmo delle mani. Il dito indice più lungo del medio è sicuro indizio di licantropia, così pure un insano appetito per la carne cruda. È opportuno anche sospettare di chi sia troppo in forze senza che lo si veda mai mangiare; quasi di sicuro è un lupo mannaro che uccide persone la notte e le divora di nascosto.
Personaggio a metà tra lo stregone e l'uomo-lupo è il francese meneur de loups o "pastore di lupi". È una sorta di incantatore che, pur non trasformandosi personalmente in lupo, è in grado di radunare e guidare un branco di queste bestie per i suoi scellerati fini. La capacità di comandare un branco di normali lupi è spesso riconosciuta anche al licantropo. Alla testa dei suoi "simili", poi, il lupo mannaro può dare l'assalto a paesi o, addirittura, a roccaforti, facendo strage degli abitanti e divorando gli armenti. Talvolta, questi branchi misti si presteranno anche a fare da cavalcatura alle streghe, e a portarle ai luoghi del sabba.
Nel Medioevo si completa l'opera di demonizzazione del lupo, che viene assimilato al suo "doppio" innaturale e visto come servo delle streghe (il mannaro è una loro possibile incarnazione). I lupi sono vicini a Satana, e devono cominciare a guardarsi con molta attenzione dagli uomini, che talvolta arriveranno a fare dei veri e propri roghi di queste bestie, a fianco di sventurati accusati di stregonerie o eresia.

### Diventare licantropo
Molti sono i modi per diventare licantropi. L'unico che non figura nella tradizione è il morso: chi viene morso da un lupo mannaro non diventa lupo mannaro esso stesso. Il morso come veicolo dell'infezione muta forma è una trovata narrativa relativamente moderna, dovuta, quasi certamente, a una contaminazione proveniente dalle storie sul vampirismo.
Per tutto il Medioevo invece, per trasformarsi in lupi il modo più sicuro rimane ricorrere alla magia. Ciò, ovviamente, implica che la trasformazione sia volontaria. Per compierla ci si deve spogliare della propria pelle e indossare una pelle di lupo. Se si è restii ad autoscorticarsi, può bastare indossare una cintura confezionata con la pelle di questo animale. Caratteristica fondamentale perché la pelle possa funzionare è che la testa sia sostanzialmente intatta, se possibile con ancora il cranio inserito a supporto dei denti. La pelle, ovviamente, non può essere quella di un comune lupo, ma deve essere una sorta di veste maledetta. Questa deve essere consegnata da Satana, che volentieri la fornisce a persone esecrabili, oppure, secondo consolidata tradizione, in cambio dell'anima. Un'alternativa all'uso della pelle è il ricorso a unguenti o filtri magici. Uno dei componenti fondamentali è quasi sempre il grasso di lupo. A volte questo viene mescolato con sostanze tossiche (come la belladonna) o dagli effetti psicotropi. Una delle più note ricette di filtro magico prevede di mescolare cicuta, semi di papavero, oppio, zafferano, assafetida, solano, prezzemolo e giusquiamo. Parte andava spalmata sul corpo e parte bevuta. Non è quindi improbabile che una persona, se assume un simile intruglio e sopravvive, si comporti come un animale invasato, arrivando ad essere pericoloso. Un ulteriore sistema per trasformarsi è bere "acqua licantropica", cioè raccolta nelle impronte lasciate da un uomo-lupo.
La volontarietà di queste trasformazioni fa sì che possano avvenire in ogni ora del giorno o della notte e in ogni momento. Questo significa che, secondo molte tradizioni, non basta guardarsi dalla luna piena per essere in salvo dai lupi mannari. Il plenilunio assume importanza, anche se non sempre risulta fondamentale, nelle trasformazioni involontarie. Il primo autore ad associare la trasformazione alle fasi lunari è stato presumibilmente Gervasio di Tilbury, uno scrittore medievale. L'idea dell'influsso della luna piena viene ripreso e ritenuto fondamentale dalla maggior parte delle leggende. Vi sono tradizioni (ad esempio in Calabria) secondo cui il licantropo si può trasformare anche sotto l'influsso della luna nuova. L'involontarietà della trasformazione non si ricollega solo al fatto che si verifichi in particolari congiunzioni astrali, ma anche alle sue cause: è solitamente dovuta agli effetti di una maledizione o ad altro accidente. Infatti, anche il venir maledetti da una strega, come pure da un santo o da persona venerabile può portare alla licantropia. San Patrizio, secondo la tradizione, si dedicò a maledire e trasformare in lupi intere popolazioni, così come San Natale. I motivi per cui si può venire maledetti sono molteplici: eresia, empietà, antropofagia (qui ritorna il mito di Licaone), al limite anche solo essere nati in certi periodi dell'anno. Chi nasce la notte di Natale a cavallo della mezzanotte o il giorno dell'Epifania, per esempio, ha buone probabilità di divenire lupo mannaro. Si tratterebbe di una sorta di maledizione divina per punire un gesto quasi blasfemo. Per salvare il figlio dalla crudele sorte, il padre, utilizzando un ferro rovente, deve incidere una croce sotto la pianta di un piede del bambino per i tre Natali successivi. La maledizione può essere dovuta anche a incidenti o piante velenose. Vi è una tradizione abruzzese secondo cui dormire sotto la luna piena (in alcune zone deve essere anche un mercoledì notte) porta al licantropismo. Per le piante, la credenza più diffusa proviene dall'est europeo e avverte di stare lontani dai fiori neri (secondo la versione moldava, questi crescerebbero di preferenza vicino a cimiteri). Il nero è un colore che le infiorescenze in natura non assumono, tranne in casi particolarissimi (non attira gli insetti o altri animali impollinatori), quindi indica soprannaturalità e probabile matrice diabolica.

### Difendersi dal licantropo
Tra le scarse difese contro questo essere forte e feroce la più efficace pare essere l'argento. Questo metallo può uccidere tutte le creature sovrannaturali (anche i vampiri, sebbene alcune tradizioni prediligono il paletto di frassino). Bisogna perciò trafiggere il mannaro con una lama di argento o sparargli con una pallottola dello stesso materiale. La credenza si deve alle proprietà di disinfettante che fin dall'epoca greca erano associate a questo metallo.
Secondo alcune versioni del mito, l'arma d'argento deve anche essere benedetta, o addirittura fusa da un crocifisso d'argento. Le più complesse sono una versione piemontese e una francese della Saintogne; secondo quella piemontese, la fusione deve provenire non solo da un crocifisso d'argento benedetto, ma deve essere realizzata la notte di Natale. La versione della Saintogne non prevede espressamente l'argento, ma le pallottole devono essere benedette in particolari ore della notte in una cappella dedicata a Sant'Uberto. Un'alternativa che sembra funzionare bene, almeno con quelli che usano una pelle per trasformarsi, è la distruzione della pelle stessa. Opzionalmente, dopo aver ucciso l'uomo-lupo, si può procedere al taglio della testa prima del seppellimento. Questo eviterà che il mostro, dopo morto, si tramuti in vampiro (tradizione slava).
La licantropia si fronteggia meglio sul fronte della cura e della dissuasione. Se uccidere un lupo mannaro è complicato, si può sempre riuscire a sfuggirgli o a guarirlo. Ad esempio, l'uomo-lupo siciliano non è in grado di salire le scale che, di conseguenza, costituiscono un sicuro riparo e per curare il malcapitato da tale stato di affezione bisogna colpirgli la testa in modo da far zampillare fuori un quantitativo sufficiente di "sangu malatu" (sangue malato). Anche lo zolfo messo sulla soglia di casa costituisce un valido deterrente. Il lupo mannaro abruzzese potrà arrestare la trasformazione se gli si lascia a disposizione un recipiente con acqua pura, nel quale si possa bagnare. In alternativa, si può indurre il licantropo a riassumere la forma umana spillandogli tre gocce di sangue dalla fronte o facendolo ferire da un suo familiare che brandisce un forcone, oppure ancora colpendolo con una chiave priva di buchi. Buona efficacia ha anche l'aconito (in inglese prende il nome di wolfsbane, "veleno dei lupi") che risulta particolarmente sgradito.
La soluzione definitiva e radicale rimane il fuoco, da usarsi, preferibilmente, sul licantropo ancora in forma umana.

## Nella cultura di massa

### Narrativa (parziale)
- Guillaume de Palerne (1200 circa)
- The Albigenses (1824) di Charles Robert Maturin
- The Man-Wolf (1831) di Leitch Ritchie
- Hugues the Werewolf (1838), racconto di Sutherland Menzies
- Wagner the Werewolf (1847) di George William Reynolds
- Il signore dei lupi (Le Meneur des loups, 1856) di Alexandre Dumas padre
- The Book of Were-Wolves (1865) di Sabine Baring-Gould
- Hugues le-loup (1869) di Erckmann-Chatrian
- Il lupo (Le loup, 1884), racconto di Guy de Maupassant
- Il marchio della bestia (1890), racconto di Rudyard Kipling[13]
- The White Wolf (1898) di E. Nesbit
- Werewolves (1912) di Elliot O'Donnell
- L'ospite di Dracula e altri racconti (1912) di Bram Stoker (pubblicato postumo)
- Male di luna di Luigi Pirandello, contenuto nella raccolta Novelle per un anno (1913)[14]
- The Undying Monster (1922) di Jessie Douglas Kerruish
- The Werewolf of Ponkert (Weird Tales, luglio 1925), racconto di Harold Warner Munn (1903-1981)
- The Werewolf of Paris (1933) di Guy Endore
- The Werewolf (1933) di Montague Summers
- Il figlio della notte (Darker Than You Think, 1940, 1948) di Jack Williamson
- L'immagine della bestia (Image of the beast, 1968) di Philip José Farmer
- Werewolf of London (1977) di Walter Harris (romanzamento del film Il segreto del Tibet)
- Wolfman (1977) di Ramsey Campbell (romanzamento del film L'Uomo Lupo)
- Werewolf of London (1977) di Carl Green (novellizzazione del film Il segreto del Tibet)
- Wolfen (1978) di Whitley Strieber
- Lycanthia o The Children of Wolves (1981) di Tanith Lee
- L'ululato (1981) di Gary Brandner
- Unico indizio la luna piena (1983) di Stephen King
- Moon Dance (1990) di S.P. Somtow
- Serie de Il diario del vampiro (1991 - in corso) di Lisa J. Smith
- Anita Blake - Cacciatrice di vampiri (1993 - in corso) di Laurell K. Hamilton
- La serie di Black Moon (serie) di Keri Arthur
- La figlia della luna di Patricia Briggs
- I licantropi di Christoph Hardebusch
- R.L. Stine, Il lupo della palude, collana Piccoli brividi, 1993.
- Mal di luna - Racconti di lupi mannari (1994) di Arlton Eadie, Elizabeth Stone e Gianni Pilo

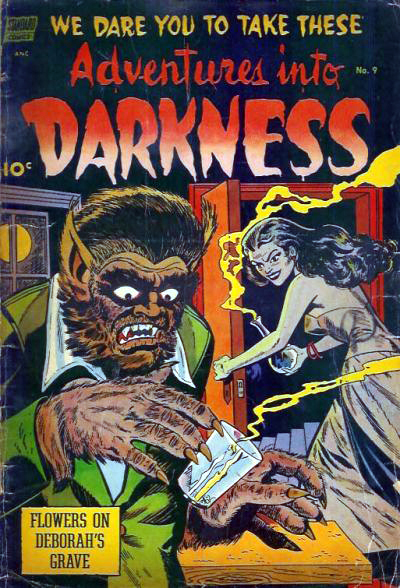
Copertina della rivista Adventures Into Darkness n.9

- Il principe dei lupi (1996) di Susan Krinad
- Lady Moon (Blood and Chocolate) (1997) di Annette Curtis Klause
- R.L.Stine, La casa dei lupi mannari [Werewolf Skin], collana Piccoli Brividi, 1997.
- Harry Potter e il prigioniero di Azkaban (1999) di J. K. Rowling
- R.L.Stine, Il licantropo [The Werewolf in the Living Room], collana Piccoli Brividi, 1999.
- L'uomo a rovescio (1999) di Fred Vargas
- Cronache dell'era oscura (2004 - in corso) di Michelle Paver
- L'ora del lupo (2006) di Robert R. McCammon
- Frostbite - l'alba del licantropo (2006) di David Wellington
- Serie di Twilight di Stephenie Meyer (vedi anche Licantropo (Twilight)):
  - New Moon (2007)
  - Eclipse (2007)
  - Breaking Dawn (2008)
- Draghi e Lupi (2007) di Drew Henriksen
- Ragazze lupo (2008) di Martin Millar
- La promessa dei lupi (2008) di Dorothy Hearst
- Le due lune (2009) di Luca Tarenzi
- Lunaris, dal diario di un licantropo (2009) di D.F. Lycas
- Warewolf (2009) di Francesca Angelinelli
- Shiver (2009) di Maggie Stiefvater
- Wolfman (2010) di Jonathan Maberry (romanzamento del film Wolfman)
- Deeper (2010) di Maggie Stiefvater
- Wunderkind - Una lucida moneta d'argento (2009) di D'Andrea G.L.
- Bitten. La notte dei lupi (2010) di Kelley Armstrong
- Wunderkind - La rosa e i tre chiodi (2010) di D'Andrea G.L.
- Mal di luna - La figlia del licantropo bianco (2010) di Giusy Tolve
- Teen Wolf (2011) di Jeff Davis
- L'ultimo lupo mannaro (2011) di Glen Duncan
- Mademoiselle Lycanthrope, racconto da Le Beatrici (2011) di Stefano Benni
- Through the wolf's eyes: Attraverso gli occhi del lupo (2014) di Adler James Stark
- Lupus anima di luna (2014) romanzo Urban fantasy di Michelangelo Starita
- Ombre di Luna: La leggenda Oscura di Cappuccetto Rosso  (2024) romanzo dark fantasy di R. Gabrjel Perròlt

### Filmografia
Tra i film in cui la licantropia ha un ruolo significativo, in ordine cronologico:
- The Werewolf (1913)
- The White Wolf (1914)
- The Fox Woman (1915)
- Le Loup-Garou (1923)
- L'uomo lupo (1924)
- Il segreto del Tibet (1935) - primo film della serie dell'uomo lupo della Universal e prima apparizione del personaggio Uomo lupo
- L'uomo lupo (1941)
- Mostro pazzo (The Mad Monster) di Sam Newfield (1942)
- The Undying Monster (1942)
- Il lupo dei Malasorte (1942)
- Il bacio della pantera (1942)
- Frankenstein contro l'uomo lupo (1943)
- La donna lupo di Londra (1946)
- I Was a Teenage Werewolf (1957)
- L'implacabile condanna (1961)
- Lycanthropus (1961)
- Argos alla riscossa (1962)
- Argos contro le 7 maschere di cera (1963)
- Face of the Screaming Werewolf (1964)
- La loba (1965)
- Le cinque chiavi del terrore (1965)
- Mai con la luna piena (1973)
- La tenerezza del lupo (1973)
- Nazareno Cruz y el lobo (1975)
- La lupa mannara (1976)
- Wolfen, la belva immortale (1981)
- Un lupo mannaro americano a Londra (1981)
- In compagnia dei lupi (1984)
- Kaos, episodio Mal di luna (1984)
- Unico indizio la luna piena (1985)
- Voglia di vincere (1985)
- Voglia di vincere 2 (1987)
- Scuola di mostri (1987)
- La croce dalle sette pietre (1987)
- Scooby-Doo e il lupo mannaro (1988)
- Full eclipse (1993)
- Wolf - La belva è fuori (1994)
- Bad Moon - Luna mortale (1996)
- Un lupo mannaro americano a Parigi (1997)
- The Wolves of Kromer (1998)
- Licantropia Evolution (2000)
- Chi ha paura...? (2000)
- Alvin e i Chipmunks incontrano l'Uomo Lupo (2000)
- Dog Soldiers (2002)
- DarkWolf (2003)
- Licantropia Apocalypse (2004)
- Van Helsing (2004)
- Harry Potter e il prigioniero di Azkaban (2004)
- Licantropia (2004)
- I delitti della luna piena (Romasanta, 2004)
- Monster Hotel (2005)
- Cursed - Il maleficio (2005)
- Skinwalkers - La notte della luna rossa (Skinwalkers, 2006)
- Blood and Chocolate (Blood & Chocolate) (2007)
- Trick 'r treat (2008)
- L'ora del Licantropo (2009)
- Wolfman (2010)
- Il ragazzo che gridava al lupo... Mannaro (2010)
- Cappuccetto rosso sangue (2011)
- Night Wolf (2012)
- Hotel Transylvania (2012)
- Wolf Children - Ame e Yuki i bambini lupo (2012)
- Werewolf - La bestia è tornata (2012)
- HeartCatch Pretty Cure! - Un lupo mannaro a Parigi (2013)
- Hotel Transylvania 2 (2015)

#### Serie di film
- Serie Howling:
  - L'ululato (1981)
  - Howling II - L'ululato (1985)
  - Howling III: The Marsupials (1987)
  - Howling IV (1988)
  - Howling V - La rinascita (1989)
  - Howling VI - Mostriciattoli  (1991)
  - Howling: New Moon Rising (1995)
- Trilogia il Signore degli Anelli
  - Il Signore degli Anelli - Le due torri (2003) (Sebbene nel film queste creature siano delle cavalcature)
  - Lo Hobbit - Un viaggio inaspettato
- Serie Underworld:
  - Underworld (2003)
  - Underworld: Evolution (2006)
  - Underworld - La ribellione dei Lycans (2009)
  - Underworld - Il risveglio (2012)
  - Underworld: Blood Wars (2016)
- Serie The Twilight Saga:
  - The Twilight Saga: New Moon (2009)
  - The Twilight Saga: Eclipse (2010)
  - The Twilight Saga: Breaking Dawn - Parte 1 (2011)
  - The Twilight Saga: Breaking Dawn - Parte 2 (2012)
- Serie Harry Potter
  - Harry Potter e il prigioniero di Azkaban (2004)

#### Serie televisive
- Le notti del lupo (1987 - 1988)
- Un lupo mannaro americano a scuola (1999-2002)
- Buffy l'ammazzavampiri (1997 - 2003)
- Supernatural (2005 - 2020)
- Sanctuary (2007 - in corso)
- True Blood (2008 - 2014)
- Being Human (versione britannica e il remake statunitense) (2009 - 2013, UK) (2011 - in corso, USA)
- The Vampire Diaries (2009 - 2017)
- Lost Girl (2010 - 2015)
- The Gates - Dietro il cancello (2010 - 2011)
- Doctor Who (nell'episodio L'impero del lupo del 2006)
- Grimm (2011 - 2017, USA)
- Teen Wolf (2011- 2017)
- C'era una volta (2011 - 2018)
- I maghi di Waverly (2007 - 2012)
- Wolfblood - Sangue di lupo (2012 - in corso)
- Hemlock Grove (2013 - in corso)
- Penny Dreadful (2014 - 2016)
- Bitten (2014 - in corso)
- The Originals (2014 - 2018)
- Shadowhunters (serie televisiva) (2016 - 2019)
- The Order (2019 - ancora in corso)
- Wolf like me (2022 - 2023)

### Nei fumetti e nell'animazione
- Licantropus è un personaggio immaginario della Marvel Comics, un ragazzo di nome Jack Russell che, a causa di una maledizione risalente ad un suo antenato, è costretto a trasformarsi in lupo mannaro a partire dal suo diciottesimo compleanno.
- Wolfsbane è un altro personaggio immaginario sempre creato dalla Marvel Comics (un licantropo femmina).
- Sempre nei fumetti Marvel abbiamo il personaggio di John Jameson (figlio del noto direttore del Daily Bugle J. Jonah Jameson), famoso astronauta che, sotto l'influsso di un minerale proveniente da un'altra dimensione, si trasforma in una creatura simile ad un licantropo, nota semplicemente come Uomo Lupo.
- La serie a fumetti Lo stupefacente Wolf-Man (The Astounding Wolf-Man) di Robert Kirkman pubblicata dalla Image Comics ha per protagonista un Licantropo supereroe.
- Wolf's Rain anime della Bones (2003).
- Nel fumetto Batticuore notturno e nella serie televisiva da esso tratta (Ransie la strega) la madre della protagonista è un lupo mannaro. Successivamente (ma solo nel manga) si scoprirà che il fratellino della protagonista ha ereditato i poteri della madre.
- Nel cartone animato Attenti a Luni, con suo figlio, Luni ha le sembianze di un lupo strano con grandi denti di coniglio.
- Nell'anime Carletto il principe dei mostri, l'Uomo Lupo ha le sembianze sia di un uomo per il giorno che di un lupo per la notte.
- Nell'anime UFO Robot Goldrake il principe alieno Gauss (Ergos) ha un aspetto diurno identico a quello dei terrestri, mentre di notte è un uomo lupo e con la luna piena la sua potenza giunge al massimo (l'episodio di cui egli è protagonista ha appunto per titolo Un lupo siderale).
- Nell'anime Muteking vi è un licantropo, che insieme ad altri quattro mostri si nasconde in un edificio fatiscente di San Francisco.
- In Ghostbusters, serie animata della defunta Filmation, tra i fantasmi al servizio del malvagio Malefix figura un lupo mannaro proveniente dal futuro, di nome Fangster.
- Wolf Guy, manga edito dalla J-Pop uscito a settembre 2009.
- The Cartoon Adventures Of Teen Wolf (1986-1987) tratto dal film Voglia di vincere interpretato da Michael J. Fox.
- Nella serie a fumetti Martin Mystère il protagonista scopre che i licantropi sono stati creati in tempi remotissimi dalla civiltà di Atlantide come guerrieri invincibili. Grazie ad un macchinario sepolto sotto la terra vengono inviati degli impulsi che trasformano i soggetti predisposti con una mutazione genetica in licantropi invincibili.
- Dylan Dog si scontra più volte con dei lupi mannari, per la prima volta nell'albo n.3 Le notti della luna piena.
- Anche Zagor, in una delle sue avventure, affronta un uomo lupo (albi nn. 48-49). Successivamente, ne affronterà un altro (albi nn. 534-536)
- In Tex Willer, Giovanni Luigi Bonelli con il suo Diablero, (albi nn. 135-137) affronta in maniera personale il tema della Licantropia, basandola sulle leggende e le storie dei Nativi Americani. Il risultato è una storia tra le più originali ed assolutamente innovative scritte finora.
- Nell'universo di Warcraft sono presenti i lupi mannari sotto il nome di worgen.
- Nella serie animata Gargoyles - Il risveglio degli eroi realizzata dalla Disney nel 1994 il personaggio di Volpe, (Janine Renard), grazie ad un amuleto ("L'occhio di Odino"), si tramuta in un lupo mannaro femmina.
- Nel manga Dragon Ball, la razza dei Saiyan ha la capacità di trasformarsi in mostruosi e giganteschi scimmioni esponendosi alla luce della luna piena; inoltre, sempre nello stesso manga, uno dei partecipanti al ventiduesimo Torneo Tenkaichi è un personaggio chiamato Lupo Uomo: simile ad un tradizionale lupo mannaro, a differenza di quest'ultimo il Lupo Uomo ha un aspetto bestiale durante il giorno, e nelle notti di luna piena torna ad essere umano.
- Nel manga Hellsing il personaggio del Capitano (membro dell'organizzazione criminale nazista Millennium) è un licantropo.
- Nel manga e anime Soul Eater il personaggio di Free è un licantropo

### Nei videogiochi
- Nel videogioco The Elder Scrolls II: Daggerfall è possibile, tramite determinate quest, diventare un licantropo.
- Nel videogioco The Elder Scrolls III: Morrowind è possibile, tramite l'espansione Bloodmoon, diventare un licantropo dopo aver contratto la giusta malattia.
- Nel videogioco The Elder Scrolls V: Skyrim è possibile trasformarsi in licantropo completando le missioni dei Compagni.
- Nel videogioco Gabriel Knight 2: The Beast Within il protagonista dà la caccia a un licantropo.
- Nel videogioco Metamorphic Force, il licantropo è la trasformazione ottenibile per uno dei 4 eroi del gioco, Claude.
- Nel videogioco The Wolf Among Us il protagonista è il lupo cattivo delle favole, un licantropo che diviene tale quando perde il controllo.
- Nel videogioco Bloodborne molti dei nemici presenti sono licantropi.
- Nel videogioco MMORPG World of Warcraft è possibile impersonare un worgen: una razza di licantropi dell'Alleanza.
- Nel videogioco The Witcher 3 sono presenti vari licantropi.
- Nel videogioco The Quarry i protagonisti devono uccidere un licantropo albino per sconfiggere la maledizione.

### Nei giochi di ruolo
- Nel gioco di ruolo D&D sono presenti mannari di diverso tipo tra cui: Lupo, Orso, Topo, Coccodrillo, Tigre e Gatto. Ognuna delle razze mannare presenti nel gioco, presenta caratteristiche, società e comportamenti differenti.
- Nell'ambientazione Mondo di tenebra (World of Darkness) conosciuto più per il noto gioco di ruolo Vampiri: la masquerade (Vampire the Masquerade); esiste la figura del Licantropo come nemico naturale dei Vampiri, in questa ambientazione avranno sempre ruolo di NPC. Ma in Lupi Mannari: I rinnegati (Werewolf: the forsaken) della stessa casa produttrice: la White Wolf, è possibile vestire i panni di una di queste creature e giocarle attivamente.

### Nella musica
- Thriller famosa canzone di Michael Jackson tratta dall'omonimo album resa celebre dal videoclip[15], primo nella storia musicale ad avere una trama.
- Licantropi di Bobo Rondelli nell'album Per amor del cielo
- Nattens Madrigal - Aatte Hymne Til Ulven I Manden album black metal del gruppo norvegese Ulver opera in 8 atti nei quali si esplora la licantropia attraverso mitologia, letteratura e folklore. Gli stessi Ulver hanno poi realizzato Lyckantropen Themes, colonna sonora del film Lyckantropen, in parte incentrato sul medesimo tema.
- Licantropo Donato Mitola
- Les loups garous Thomas Fersen
- Ulula (Le avventure di un lupo mannaro a Riccione) Giorgio Faletti
- Lupus Daemonis, dei Powerwolf.
- La licantropia di Pippo Franco
- La sombra de la bestia, dei Tierra Santa.
- She Wolf, She Wolf (album) Shakira
- Loba, di Shakira
- Licantropia, di Max Orsi
- 7 Days to the Wolves traccia musicale contenuta nell'album Dark Passion Play del gruppo finlandese Nightwish.
- Licantropo vegano Elio e le Storie Tese
- Wolfheart album (Doom/Gothic Metal) del gruppo portoghese Moonspell.
- Werewolves of London, di Warren Zevon.
- Fullmoon, dei Sonata Arctica.
- Among The Shooting Stars, dei Sonata Arctica.
- She Wolf, dei Megadeth.
- Of wolf and man, dei Metallica.
- Werewolf , dei Death SS.
- The Burning Eyes Of The Werewolf , dei Satanic Warmaster.
- Waking The Demon, dei Bullet for My Valentine.
- She Wolf , dei Blessed by a Broken Heart.
- The Howling, dei Within Temptation.
- Wolfmoon, dei Vision Bleak.
- The Werewolf of Westeria di John 5 e Joe Satriani, nell'album The Devil Knows My Name.
- Werewolf women of the SS e Werewolf, baby di Rob Zombie nell'album Hellbilly Deluxe 2.
- Wolf Moon dei Type O Negative nell'album October Rust
- Wolfen, dei E Nomine nell'album Finsternis
- Werewolf Grandma, dei Giraffes? Giraffes!
- One Nite Stand (Of Wolves and Sheep), di Wyclef Jean e Sarah Connor
- Bark at the Moon, di Ozzy Osbourne
- Licantropia, dei Subsonica, nell'album Una nave in una foresta